# Rolf W. Kunz

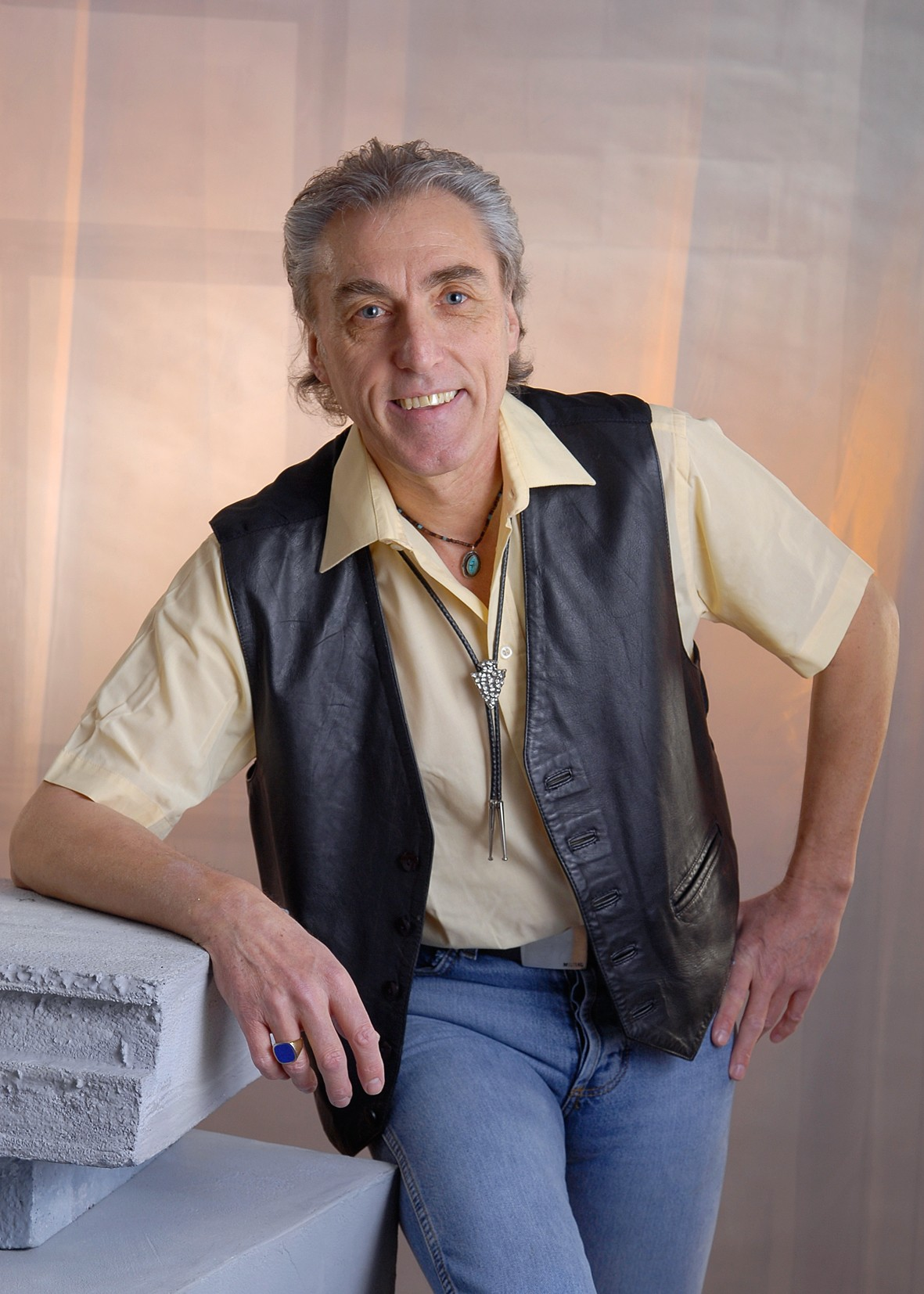
Rolf W. Kunz

Rolf W. Kunz (* 1949) ist ein Schweizer Komponist.

## Leben
Kunz ist aufgewachsen in Uster, im Kanton Zürich. Mit 10 Jahren hatte er mit dem Klavierunterricht begonnen. Als er 21 Jahre alt war, wollte er seine Klavier- und Musiktheorieausbildung vertiefen und erlernte die Harmonielehre bei seinem Onkel, Erwin Ernst Kunz.
Kunz lebt in Bauma.

## Alben
- Piana Emotions, Vol. 1
- Piano Sky Dreams, Vol. 2
- Piano for Lovers, Vol. 3, orchestriert von Claus-Dieter Zimmer, Australien.
- Piano Diamonds, Vol. 4, orchestriert von Claus-Dieter Zimmer, Australien.
- Piano for Dancers, Vol. 5
- Piano Romance, Vol. 6
- Piano Soul Emotions, Vol. 7, orchestriert von Claus-Dieter Zimmer, Australien.[1]
- Piano Jewels, Vol. 8, orchestriert von Claus-Dieter Zimmer, Australien

Bei allen seinen Musik-Alben handelt es sich um Unterhaltungsmusik, manchmal auch geschmückt mit Boogie-Woogie, Swing, Tang, Bossa Nova und Rumba. Die Melodien spielt er am Klavier jeweils selbst im Musikstudio von Alex Eugster ein.
2021 veröffentlichte Rolf W. Kunz, wieder in der Zusammenarbeit mit Alex Eugster und Claus-Dieter Zimmer, die Produktion seines achten Albums.